# Bingoal Cycling Cup - Beker van België 2019
De Bingoal Cycling Cup - Beker van België 2019 is de eerde editie - onder die naam - van dit regelmatigheidscriterium in het Belgische wielrennen.
Het is de opvolger van de Napoleon Games Cup 2018 - Beker van België, maar van 2019 tot 2021 met een nieuwe sponsor en 8 wedstrijden.

## Uitslagen
| Datum        | Wedstrijd                       | Winnaar           | Tweede              | Derde               |  | Leider puntenklassement |
| 10 maart     | Grote Prijs Jean-Pierre Monseré | wedstrijd         | afgelast            | wegens              |  | stormweer               |
| 26 mei       | Grote Prijs Marcel Kint         | Bryan Coquard     | Nacer Bouhanni      | Alfdan De Decker    |  | Bryan Coquard           |
| 30 mei       | Circuit de Wallonie             | Thomas Boudat     | Baptiste Planckaert | Niki Terpstra       |  | Baptiste Planckaert     |
| 21 juni      | Dwars door het Hageland         | Kenneth Vanbilsen | Niki Terpstra       | Quinten Hermans     |  | Niki Terpstra           |
| 26 juni      | Halle-Ingooigem                 | Dries De Bondt    | Piotr Havik         | Philippe Gilbert    |  | Niki Terpstra           |
| 25 augustus  | Schaal Sels                     | Attilio Viviani   | Timothy Dupont      | Michael Van Staeyen |  | Niki Terpstra           |
| 20 september | Kampioenschap van Vlaanderen    | Jannik Steimle    | Timo Roosen         | Dylan Groenewegen   |  | Baptiste Planckaert     |
| 13 oktober   | Memorial Rik Van Steenbergen    | Dries De Bondt    | Jimmy Janssens      | Piotr Havik         |  | Baptiste Planckaert     |